# VP6
On2 TrueMotion VP6 è un formato di compressione a perdita e codec video proprietario. È un'incarnazione del codec video TrueMotion, una serie di codec video sviluppati da On2 Technologies. Questo codec è comunemente usato da Adobe Flash, Flash Video e dai file JavaFX.
Il codec VP6 è stato introdotto nel maggio 2003.
Nell'ottobre 2003, On2 ha distribuito ufficialmente il suo codec TrueMotion VP6.
Le prossime versione sono VP7 e VP8.